# Lepidoserica
Lepidoserica är ett släkte av skalbaggar. Lepidoserica ingår i familjen Melolonthidae.
Kladogram enligt Catalogue of Life:
| Lepidoserica | \| \| Lepidoserica maculifera \| \| \| \| \| \| Lepidoserica polyphylla \| \| \| \| |
|              | \| \| Lepidoserica maculifera \| \| \| \| \| \| Lepidoserica polyphylla \| \| \| \| |
|              | Lepidoserica maculifera                                                             |
|              |                                                                                     |
|              | Lepidoserica polyphylla                                                             |
|              |                                                                                     |